# Compsilura coeruleonigra
Compsilura coeruleonigra là một loài ruồi trong họ Tachinidae.